# エド・ゲイン
エド・ゲイン（Ed Gein）こと、エドワード・セオドア・ゲイン（Edward Theodore Gein、1906年8月27日 - 1984年7月26日）は、アメリカ合衆国の殺人犯、死体泥棒。「プレインフィールドの屠殺解体職人」（The Butcher of Plainfield）、「プレインフィールドの墓荒らし」（Plainfield Ghoul）との異名を取る。ウィスコンシン州プレインフィールドにある墓場から死体を盗掘し、その死体の皮膚や骨を使って創り上げた「記念品」を州当局が発見したことにより、その名を知られるようになった。
1954年に居酒屋の女主人、メアリー・ホーガン（Mary Hogan）を、1957年に金物工具店の女主人、バニース・ウォーデン（Bernice Worden）を殺害したことを告白した。当初、彼の精神状態は裁判には耐えられない、と判明したことで、精神療養施設に収容されていた（1968年の時点では、彼は「裁判に耐えうる」と判断されていた）。ゲインはバニースを殺した廉で「有罪」とされたが、法的に「正気を失っている」と判断され、無罪を宣告されたのち、精神病院に収容された。彼の犯行はおもに墓荒らしであり、彼が実際に殺したことが証明されているのはメアリー・ホーガンとバニース・ウォーデンの二人だけである。
1984年7月26日、ゲインは呼吸不全で亡くなった。プレインフィールド墓地内部にある自分の家族が眠るすぐ隣に、人目に付かない形で埋葬されている。

## 生い立ち
1906年8月27日、ウィスコンシン州ラ・クロス郡にて、父ジョージ・フィリップ・ゲイン（George Philip Gein、1873年 - 1940年）と、母アウグスタ・ヴィルヘルミーネ（Augusta Wilhelmine）の第2子として生まれた。エドワードには、ヘンリー・ジョージ・ゲイン（Henry George Gein、1901年 - 1944年）という兄が1人いた。母・アウグスタは1877年7月21日、父フリードリッヒ・ヴィルヘルム・リアケ（Friedrich Wilhelm Lehrke）と母アマリエ・マチルデ・フレギン（Amalie Mathilde Fregin）の間に生まれ、1900年12月11日にジョージと結婚した。ドイツ人は、19世紀にウィスコンシン州に定住した最大の移民集団であり、ヨーロッパにおける政治、社会、宗教、経済の大変動を促進した。アウグスタは、当時のプロイセン帝国からアメリカ大陸に移民としてやってきたフレデリックとアマリエの8人の子供の一人として生まれた。アウグスタは、「鞭を惜しむのは、子供を甘やかすことと同義である」とする聖書に書かれた命令を真剣に受け止めていた厳格な父親のもとで育てられた。
夫となったジョージは、ドイツ人の移民を母に持つ人物であった。「旧ルーテル派」（Old Lutherans）とは、ルター派による教会改革に反対し、変化を拒否し、教義の面で保守的なキリスト教徒を指す。ルーテル教会においては、「人間のあらゆる思考と行為は罪業と邪悪な動機に汚染されており、ゆえに全人類は地獄に堕ち、そこで永遠に続く神罰を受けるに値するのだ」と教えていた。アウグスタは、ジョージと結婚したのは間違いであったと思いつつも、厳格で狂信的な宗教観ゆえに離婚はせず、やがてすべての男性に対し、侮蔑の込もった目を向けるようになった。アウグスタは女児が欲しかったが、1906年8月に生まれたのが男児であることを知ると、ほかの男性と同じようにはしない、と決心したという。アウグスタは、どの仕事も長続きしないことに加えてアルコール依存症でもあった夫・ジョージを憎んでいた。ジョージは大工仕事、なめし革業、保険勧誘員といったさまざまな仕事に就いていた。ジョージは地元にある食料雑貨店の所有主であったが、のちに事業を売却し、ウィスコンシン州プレインフィールドにある195エイカー（約79ヘクタール）の広さがある孤絶した農場に移住し、ここが永住の地となった。アウグスタは、この辺境の地に住んでいる点に付けこむ形で、息子たちに悪影響を与える可能性のある部外者・よそ者を遠ざけようとした。ヘンリーとエドワードは、ロシュ＝ア＝クリ小学校（Roche-a-Cri Grade School）に入学するが、通学時を除いて、農場から離れることは無かった。学校にいる時を除き、エドワードはほとんどの時間をこの農場で過ごした。母・アウグスタは苛烈なルーテル教会のプロテスタントであり、2人の息子に対して、「人間は生まれながらにして邪悪であり、飲酒は悪徳行為であり、そして、（自分を除いた）すべての女は淫乱であり、悪魔の手先である」という自身の信念を説教していた。彼女は毎日午後に、主に旧約聖書と黙示録（新約聖書の最後にある預言書的な書）の中から、死、殺人、神罰（Divine Retribution）に関する節を選び、息子たちに読み聞かせた。また、母・アウグスタは「性行為は罪深いものであり、純潔のままでいるように」とエドワードに教え聞かせた。アウグスタは息子たちに聖書の言葉を毎日聞かせ、女という生き物の不道徳と放縦さについて繰り返し警告することにより、地獄に落とされることに対する恐怖を抱かせ、女に対する性的な欲望を抑制させようと考えていた。
作家のデニース・ノエ（Denise Noe）は、「男性蔑視と女性蔑視は、必ずしも正反対の概念というわけではなく、アウグスタのように、男性という生き物を『卑陋で好色なけだもの』と見做す一方で、女性に対しては『男性を誘惑する存在、売春婦』と見做す女性もいる」と書いた。
エドワードは内気な少年であり、自分自身に関する冗談を飛ばしては笑い出すが如く、一見でたらめに笑うことがあり、彼の同級生や学校の教員たちは、エドワードには独特の風変わりな癖があったことを覚えていたという。
母・アウグスタは、エドワードが友人を持とうとすると、「その子は『よこしまな』一族の出身なんだよ」と叱り、「父のような負け犬になってはいけない」と言い聞かせた。エドワードの社会性の発達は哀れなものであったが、学校での成績、とりわけ読み書きはかなり優秀であった。

## 家族の死
1940年4月1日、父ジョージが、アルコール依存症が原因の心不全で亡くなった。66歳であった。生活費を賄うため、エドワードは兄・ヘンリーと臨時の仕事を始めた。地域の住民はこの兄弟について、「頼りになる正直者」と見なしていた。2人とも雑役夫として働き、エドワードは近所の住人の子守をやっていた。エドワードは子守の仕事を楽しんでおり、大人が接する以上に子供と仲良く過ごしているように見えた。兄・ヘンリーは、2人の子供を連れた離婚歴のある母親と交際し始め、2人で移住する計画を立てていた。ヘンリーは、母・アウグスタへの執心を強める弟のことが気掛かりであった。ヘンリーはエドワードのいる前でアウグスタを悪し様に言い、それに対してエドワードが見せた反応は動揺と精神的苦痛であった。
1942年、エドワードの元に徴兵通知が届いた。彼はミルウォーキーに向かい、身体検査を受けたが、左目の瞼の上部に腫瘍があり、「視力に問題あり」と見做された。この腫瘍は、エドワードが幼いころにできたもので、それが成長しつつあった。エドワードは軍隊への入隊はできなかった。彼の人生において、最も長い距離を移動したのは、このミルウォーキーへの旅行であった。
1944年5月16日、ヘンリーとエドワードは敷地内の湿地帯に生えている草木を焼き払っていた。炎は制御不能なまでに燃え盛り、地元の消防隊が出動する事態となった。その日のうちに鎮火活動が終わり、消防隊員が撤収したのち、エドワードは「兄が行方不明になった」と通報した。捜索隊は、角燈と懐中電灯を使ってヘンリーを捜索し、やがて発見した。ヘンリーはうつ伏せの状態で倒れて死んでいた。ヘンリーの死は、「一見すると、この発見現場で死んだように見受けられる」「火傷や怪我の形跡は無く、心不全で死んだ」と判断された。1944年5月18日、何らかの犯罪が絡んでいる可能性について警察は却下し、郡の検死官はヘンリーの死因について、正式に「窒息」と発表した。捜査当局は「エドワードには人を殺せない」と考えていた。しかし、この死因は火災による負傷とは一致しない。ヘンリーの胴体に火傷の跡は見られず、頭部にはひどい打撲の傷が見られた。ウィスコンシン州当局は「事故死」として受理したが、公式の調査も剖検も行われなかった。ヘンリーの変死の真相については謎が多い。のちの1957年のバニース・ウォーデンの死について、州当局の捜査官ジョー・ウィリモフスキー（Joe Wilimovsky）はエドワードを尋問した際、ヘンリーの死についても尋ねた。事件について調べたジョージ・W・アーント（George W. Arndt）は、回顧録の中で、ヘンリーの死について「この事件における『カインとアベル』の側面である可能性が高い」と記述している。
エドワードは母・アウグスタと2人きりになった。ヘンリーの死後、アウグスタは脳卒中を起こして身体を動かせなくなった。エドワードは母の世話に専心した。息子たちに聖書を読み聞かせていた彼女は、ベッドの横に座っているエドワードに対し、「聖書を読み聞かせて欲しい」と頼んだ。1945年のある時期、彼ら親子は麦わらを購入するために「スミス」という名の男性を尋ねた。エドワードによれば、アウグスタはスミスが犬を殴る場面を目撃したという。スミスの家の中にいた1人の女性が外に出て、犬を殴るのを止めるよう叫んだ。だがスミスは犬を殴り殺した。これを目撃したアウグスタはひどく狼狽した。しかし、彼女を狼狽させた要因は、スミスが犬を容赦なく殺したことではなく、女性の存在であったように見受けられた。アウグスタはエドワードに「あの女はスミスと婚姻関係にあるわけではなく、彼女にはここにいる資格はない」と伝えた。アウグスタは彼女に向かって憤然と「スミスの娼婦め！」と叫んだ。その直後にアウグスタは二度目の脳卒中を起こし、健康状態が急速に悪化した。1945年12月29日、アウグスタは亡くなった。67歳であった。エドワードは母の死に精神的に打ちのめされた。伝記作家のハロルド・シェクターは、母を失ったエドワードについて「彼は唯一の友人にして恋人を失い、天涯孤独の身となったのだ」と表現した。

## 日々の仕事
ゲインは農場を手放すことなく、臨時の仕事で収入を得ていた。母が使っていた自宅の2階、階下の客間、居間を木の板で囲み、手つかずのまま保存した。建物の他の部分はますます不潔になりつつあったが、木の板で囲んだ部屋は汚れが全く無かった。ゲインは台所の隣にある小さな部屋に移り住んだ。この頃のゲインは、低俗雑誌、冒険物語、食人、ナチズムによる残虐行為を描いた読み物に興味を引かれるようになった。
雑役夫として働いていたゲインは、1951年にアメリカ連邦政府から農業の補助金を受け取った。彼は時折、この地域の自治体の道路整備や脱穀作業の仕事に従事していた。1946年から1956年にかけてのある時期に、兄・ヘンリーが所有していた80エイカー（約32ヘクタール）の筆地も売却した。
ゲインが道路建設の作業員として働いていたころ、彼の雇い主はゲインについて「変わり者だが、礼儀正しく、信頼に足る人物だ」と評価していた。

## 犯行発覚
1957年11月16日の朝、プレインフィールドにある金物店の女主人、バニース・カーナヴァー・ウォーデン（Bernice Conover Worden）が姿を消した。住民の1人は、午前9時半ごろ、店の裏手から貨物自動車が去っていった、と述べた。その日は丸一日、客がほぼいなかった。一部の住民は、「鹿狩りの季節だからだ」と信じていた。午後5時ごろ、バニースの息子で副保安官のフランク・アーネスト・ウォーデン（Frank Ernest Worden）が店に入った。店の金銭登録機が空いており、床には血痕が見つかった。フランクは捜査官たちに対し、母が失踪する前の晩にゲインが店を訪れ、翌朝、1ガロンの不凍液を買うために店に戻ってきただろう、と語った。1ガロンの不凍液の売上伝票は、彼女が失踪した日の朝に記録した最後の領収書であった。この日の夕方、ゲインはウエスト・プレインフィールド（West Plainfield）にある食料雑貨店で逮捕された。ウォシェラ郡保安局がゲインの農場を捜索した。
郡保安官代理は、ゲインが所有していた小屋の中でバニースの死体を発見した。彼女は首を斬り落とされており、両足首は横木で、両手首には縄が回されて固定されており、両脚は逆さまに吊るされていた。胴体は「鹿の肉を食べるのと同じ要領で、『下ごしらえ』されていた（血や内臓が抜かれていた）」。彼女は22口径小銃で撃たれており、ゲインは彼女を殺したあとに身体を解体した。
家宅捜索で当局が発見したものは以下の通りであった。
- ヒトの骨全部とその断片[34]
- ヒトの皮膚で作ったゴミ箱[35]
- ヒトの皮膚で覆われた椅子[36]
- 寝台支柱に引っ掛けられた頭蓋骨[37]
- 上部が挽き切られた女性の頭蓋骨[38][36][35]
- ヒトの頭蓋骨から作ったボウル[35][10]
- 肩から腰まで皮を剥いだ女性の胴体から作った体型補正下着[36]
- ヒトの脚の皮膚から作った脛当て[35]
- 女性の頭の皮膚から作った仮面[38][36][37]
- メアリー・ホーガンの顔を使って作った仮面（紙袋に入っていた）[37]
- メアリー・ホーガンの頭蓋骨（箱の中に入っていた）[39]
- バニース・ウォーデンの頭部全体（黄麻布のずた袋に入っていた）[40]
- バニース・ウォーデンの心臓（達磨ストーブの正面に置かれてあったポリ袋の中に入っていた）[41]
- 9つの外陰部（靴箱の中に入っていた）[42]
- 少女用の衣装と、「およそ15歳」と判断された女性の外陰部が2つ[43]
- 女性の乳首から作ったベルト[44]
- 4つの鼻[33]
- 日除けの引き紐にくっ付いた一揃いの唇[33]
- ヒトの顔の皮膚から作ったランプシェイド[33]
- 女性の指と爪

これらの人工的遺物は、州立犯罪研究所が写真に収めたのち、「礼儀正しく処分した」という。
捜査員からの尋問に対し、ゲインは1947年から1952年にかけて「茫然自失」の状態にあったころ、最近になって埋葬された遺体を掘り起こす目的で、地元にある3つの墓地を夜間に40回訪れた、と語った。墓地にいる間に眩惑状態から解放され、気分良く墓地から去り、手ぶらで帰宅したという。ゲインは、最近になって埋葬された中年女性、-母アウグスタに似た女性- の墓を掘り起こし、その死体を自宅に持ち帰り、その皮膚をなめして「道具」を作った。ゲインは墓地から9体の死体を盗掘した行為を認め、自分が死体を盗んだ箇所を捜査官に案内した。州立犯罪研究所のアラン・ウィリモフスキー(Allan Wilimovsky)は、ゲインが暴いた3つの墓を開く検証作業に参加した。棺はいずれも木箱の中に入っていた。天板は交差されていた（縦方向ではなかった）。箱の上部は砂質土壌の表面からおよそ2フィート（約61cm）下にあった。墓がまだ仕上がっていない間に、葬儀が終わった直後にその墓を奪った。ゲインがわずか一晩の間に片手で墓を掘れるかどうかについては当局は確信が持てずにおり、墓の発掘の検証作業が行われた。ゲイン本人が説明したとおりとなった。発掘された墓のうちの2つには何も入ってはおらず、そのうちの1つには、死体の代わりにかなてこが入っていた。てこ棒を紛失したゲインには、棺の1つが開けられなかった。盗んだ死体の多くは3番目の墓場に埋葬されていたものであったが、ゲインは死体が身に着けていた指輪や、身体の一部の部位については元に戻しており、これらはゲインによる告白を裏付けるものであった。
ゲインは、母・アウグスタを埋葬した墓からそう遠くない場所に埋葬されたばかりの女性に関する新聞報道を目にした。ゲインは女の身体を確認するために、その遺体を掘り起こすことにした。ゲインは、より多くの遺体を盗掘するため、満月の夜に墓地を訪問し続けた。遺体を丸ごと回収することもあれば、特定の部位だけを回収することもあった。ゲインは、それぞれ3つの異なる墓地内にある9つの墓を掘った趣旨を語った。アウグスタの死からまもなく、ゲインは「文字通り、母の皮膚の内部に入り込み、母・アウグスタと一体化する」ために、「女性用スーツ」を作り始めた。ゲインは性転換手術も検討していたという。盗掘した死体との性行為（屍姦）については、「匂いが不快過ぎるんだ」と否定している。結局、性転換手術を受けるのではなく、死体の皮膚から女性用のボディ・スーツと仮面を作り、それを衣装として着用し、月夜に踊った。
州立犯罪研究所の職員による尋問を受けたゲインは、1954年以降行方不明となっている居酒屋の女主人、メアリー・ホーガン（Mary Hogan）を撃ち殺したことを認めたが、その出来事の詳細については「わからない」と答えた。数日間にわたる激しい尋問を経て、ゲインはメアリー・ホーガンの殺害を認めた。殺害当時のゲインは放心状態にあり、「その時に何が起こったのか?」についての正確な詳細は思い出せなかった。彼が唯一憶えていたのは、メアリー・ホーガンを誤って撃ってしまったことであった。
両親がゲインの友人であり、ゲインと一緒に球技をしたり映画を鑑賞したことがある16歳の若者は、ゲインが「フィリピンから届いたものだよ」と語った干し首を自宅に保管していたことを話した。ゲインによれば、第二次世界大戦中に島で従軍していた従兄弟が送ってきたものだという。警察による捜査の結果、ヒトの顔の皮膚であると判定され、死体から注意深く剥がされたのち、ゲインが仮面として使っていたという。ゲインによれば、これは首狩り族が記念品として所持していたものだという。
「エド・ゲインは人肉を食べたのではないか」との煽情的な噂が流れたこともあるが、ハロルド・シェクターは「ゲインが人肉を食べたことを示す証拠は無い」と明言している。
ゲインは1953年にラ・クロス郡から失踪した15歳の少女、エヴリン・ハートリー（Evelyn Hartley）や、1947年に失踪した8歳の少女、ジョージア・ウェックラー（Georgia Weckler）の失踪に関与している、と疑われたことがある。
ウォシェラ群保安局の保安官、アーサー・シュリー（Arthur Schley）は、ゲインの自宅の捜索に参加した捜査官の一人である。ゲインの自宅を捜索中、首を斬り落とされ、身体を解体されたバニース・ウォーデンを発見したのもシュリーであった。彼はゲインへの尋問の最中に、彼の頭と顔をレンガでできている壁に叩き付けた、と伝えられる。この行為のせいで、ゲインの当初の自白と供述は「証拠として認められない」と裁定された。シュリーはゲインの裁判が始まる前の1968年、心不全で死亡した。43歳であった。シュリーのことをよく知っていた人々の多くは、シュリーはゲインによる犯行のおぞましさに対して精神的外傷（Trauma）を負ったのだ、と語った。そして、このトラウマは、証言の義務に対する恐れ（とくに、尋問中にゲインを暴行したことについて）とともに、彼の死につながった。シュリーの友人の1人は、「シュリーは、ゲインがシュリーの身体を解体したかの如く、間違いなくエド・ゲインの餌食となったのだ」と述べた。
デニース・ノエは、「異性や人間全般に対する猜疑心や敵意を植え付けて禁欲を促すのは、簡単かもしれないが、有害である。若い男性も若い女性も、『単なる友達』としての友情を保つ手段と、恋愛関係が必ずしも急速な肉体関係に繋がらないようにする方法を教わる必要があるが、性欲に対する感情的な恐怖心や破滅をもたらすような敵意から来る禁欲とは距離を置かねばならない。アウグスタ・ゲインの異様で偏狭な精神が示しているように、『Just Say No』（「きっぱりと断る、決して許容しない」）の姿勢は、それ自体が危険な強迫観念へと変わる可能性があるのだ」と書いた。

## 裁判
1957年11月21日、ウォシェラ郡裁判所に出頭したゲインは、「第一級殺人」（First-degree Murder）の訴因で罪状認否を受けた。ゲインは精神異常を理由に無罪を主張した。「精神分裂病」と診断され、精神面でも「証拠能力が無い」と判明したゲインは裁判に耐えられるような状態ではなかった。ゲインはウィスコンシン州ウァパーンにある、精神異常者を収容可能で最大の防犯設備がある中央州立病院に送られ、1978年にはウィスコンシン州マディスンにあるメンドータ精神衛生病院に移送されることになる。1957年11月22日、ゲインが正気を保っているかどうかについて判断するため、殺人容疑については一旦保留された。1957年12月9日、ゲインは中央州立病院にて、E・F・シューベルト（E.F. Schubert）との面談の最中に記憶障害を訴えた。1957年12月12日、シューベルトはゲインと面談した際、ゲインが「母親に対して異常に強い愛着心がある」点に気付いた。1957年12月17日、判事は中央州立病院から、「エド・ゲインは精神異常であり、永久に入院させるべきである」との文書を受け取った。1958年1月6日、ゲインが正気であるかどうかについての診断が実施された。彼は法的に「心神喪失である」と宣告され、中央州立病院に収容された。
1968年1月22日、病院で10年間過ごしたゲインは、「裁判を受ける資格がある」と判断され、その手続きが開始された。1968年、ゲインを診察した医師は、「彼は弁護士と話し合えるし、自身の弁護に参加できる」との判断を下した。この年の11月7日、ゲインの裁判が始まり、一週間続いた。証人の1人として出廷した精神科医は、ゲインがバニース・ウォーデンを殺したことについて、「殺そうという意志を抱いての行為であったのか、それとも事故死であったのかが分からない」と語った、と証言した。ゲインは精神科医に対し、ウォーデンの店にあった一丁の銃を吟味していたとき、その銃が突然火を噴いて彼女は死んだ、と説明した。ゲインは「小銃に弾丸を装填しようとしたあとにそれが発射された」と証言した。ゲインはウォーデンに対して小銃を向けてはおらず、その日の朝に起こった出来事については何も覚えてはいなかった。弁護側からの要請に基づき、ゲインの裁判は陪審員抜きで行われた。裁判の判事を務めたロバート・H・ガーマー（Robert H. Gollmar）は、ゲインに「有罪」を宣告した。二次裁判では「ゲインの精神が正常か異常か」が争点となった。検察側と弁護側の両方に向けられた医師による証言のあと、判事のガーマーはゲインを「精神異常により、無罪」との判決を下し、ゲインについて、「精神異常者である」として中央州立病院に収容するよう命じた。ゲインはバニース・ウォーデン殺害事件で「第一級殺人」により「有罪」となるも、法廷は「バニース殺害の当日、ゲインは正気を失っていた」と認定し、「心神喪失」を理由に、ゲインに「無罪」を言い渡した。
ゲインは精神病院で余生を過ごすことになった。ガーマーは「ウォーデン夫人殺害の罪でゲインが裁判にかけられたのは1度だけだ。費用が高額ゆえに。彼はまた、メアリー・ホーガンを殺したことも認めた」と記述した。

## 資産
ゲインが住んでいた屋敷と、195エイカー（約79ヘクタール）の不動産資産は、「4700ドル」と評価された（2019年の時点で「42000ドル」に相当する）。彼が所有していたものは、ゲインが住んでいた屋敷および屋敷が建っていた土地が観光名所となるかもしれない、との噂が広まっている最中の1958年3月30日に競売にかけられる予定であった。しかし、3月20日の早朝、屋敷で火事が発生し、燃え尽きた。副消防署長は、ゴミ処理の仕事に従事していた清掃員により、ゲインの屋敷から75フィート（約23m）離れた場所で、ゴミ焼却の炎が放たれた、と報告した。さらに、焚火が行われていた場所からは熱い石炭が回収され、焚火が行われていた場所から上がった炎は、地面に沿う形で屋敷に伝播していったわけではなかった。放火の可能性が疑われたが、火災の原因については公式に特定されることは無かった。当時の消防署長はゲインの犠牲となったバニース・ウォーデンの息子、フランク・ウォーデンであった。この火災は、緊急の要件としては対処されなかった可能性があるという。ゲインは勾留されている時にこの火災を知ったが、それを伝えられた際のゲインは「Just as well.」（「そりゃ結構なこった」）と答えた。
ゲインが犠牲者の遺体を運ぶのに使用した1949年のフォード・セダンは競売にかけられ、謝肉祭の余興運営者、バニー・ギボンス（Bunny Gibbons）が落札した。落札額は760ドルであった（2019年の時点で6700ドルに相当）。ギボンスは謝肉祭の常連客に対し、それの見物料として25セントを請求した。

## 死

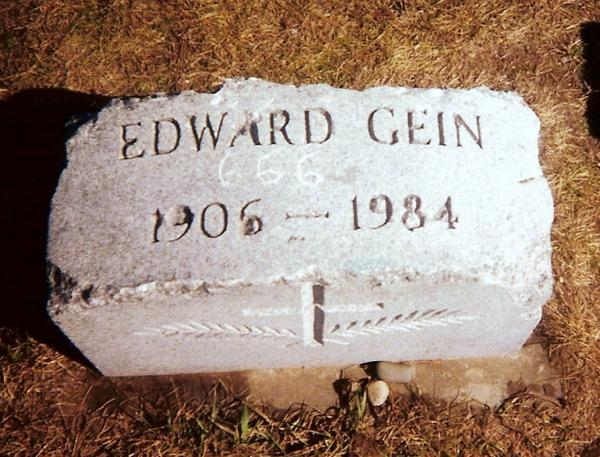
泥棒に盗まれる前に発掘されたエド・ゲインの墓標（1999年）。「EDWARD GEIN」の名の下に「666」の字が刻まれている。

1978年、マディスンにあるメンドータ精神衛生病院に収容されたゲインは、余生をここで過ごすことになった。ゲインは他の患者とも仲良くしていた。以前と同じく、ゲインは熱心な読書家であり、心理学者とも会話していた。ゲインは愛想がよく、従順で、模範的な患者であった。狂気を抑えるために精神安定剤が必要な患者ではなかった。視界に入ってきた看護婦や女性の職員に対しては、当惑するかのようにじっと見つめていたという。
1984年7月26日、ゲインはメンドータ精神衛生病院（The Mendota Mental Health Institute）にて、肺癌から来る呼吸不全で亡くなった。77歳であった。
ゲインの死後、「記念品」を探し求める者がおり、プレインフィールド墓地内部にある墓石から破片を削り取り、2000年の時点で墓石が何者かに盗まれた。2001年6月、シアトル近郊でこの墓石が発見・回収され、ウォシェラ郡保安局にて保管された。ゲインは人目に付かない形で、両親と兄弟の間に埋葬されている。

## 大衆文化への影響
エド・ゲインの物語は、映画、音楽、文学に数多く登場しており、アメリカ合衆国における大衆文化に長きに亘って影響を及ぼし続けてきた。1959年にロバート・ブロックが発表した小説『Psycho』は世間の注目を集めた。アルフレッド・ヒッチコックは、1960年にこれを映画化した。ロバート・ブロックは、エド・ゲインを題材にした人物、ノーマン・ベイツの物語を描くことにした。ゲインの物語は、1974年の映画『Deranged』をはじめ、多くの映画に登場している。
- In the Light of the Moon（アメリカとオーストラリアでは『Ed Gein』という題名で公開された）
- Ed Gein: The Butcher of Plainfield
- Ed Gein, the Musical
- 1000 Corpses
- The Devil's Rejects

2000年に公開された映画『In the Light of the Moon』はチャック・パレーロ（Chuck Parello）による監督作品であり、エド・ゲインの犯行をほぼ忠実に描いている。また、ゲインは映画の登場人物の着想にもつながった。
- ノーマン・ベイツ（Norman Bates、『サイコ』 Psycho）[10]
- バッファロー・ビル（Buffalo Bill、『羊たちの沈黙』 The Silence of Lambs）[5]
- オリヴァー・スレッドソン博士（Dr. Oliver Thredson、American Horror Story: Asylum）[91]

1974年に公開された映画『悪魔のいけにえ』では、人間の顔の皮膚を剥ぎ、それを仮面にし、チェーンソーを構えて襲い掛かってくる「レザーフェイス」が登場するが、エド・ゲインはチェーンソーを振り回すようなことはしていない。エド・ゲインを手本にした人物はこの映画には登場しない。この映画の監督を務めたトビー・フーパーは「4歳か5歳のころ、ウィスコンシン出身の親戚が私の元を訪ねてきた。彼らは、墓を掘り、死体の骨と皮を扱っていた男性についての話をしてくれた。私が知っている話はそれだけで、彼らはエド・ゲインの名前については言及しなかった」と語っている。
1991年に公開された映画『羊たちの沈黙』に登場する殺人犯「バッファロー・ビル」は、女性を殺してその皮を剥ぎ取る。彼は「女性用のスーツ」を作り、女性になりたがっている。原作者のトマス・ハリスは、バッファロー・ビルの人物像を創作する際、6人の異なる「連続殺人犯」から着想を得た。「自分自身のために『女性用スーツ』を作りたい」とする願望については、エド・ゲインの犯行を参考にしたという。
映画監督のエロール・モリス（Errol Morris）は、ドイツの映画監督、ヴェルナー・ヘルツォークと共同で、1975年から1976年にかけて、ゲインに関する映画を製作しようとするも失敗に終わった。モリスはゲインと数回面談し、1年かけてプレインフィールドの住民数十人への取材訪問に従事した。2人は見解を検証するため、ゲインの母・アウグスタが眠る墓からの遺体の発掘を密かに計画していたが、最終的に中止となった。中止となった計画は、1989年の『ザ・ニューヨーカー』に掲載されたモリスの略歴に記載された。
1991年の小説『アメリカン・サイコ』（American Psycho）は2000年に映画化された。この物語の主人公、パトリック・ベイトマン（Patrick Bateman）は、劇中で以下のように語っている。
「女に対するエド・ゲインの言葉を知ってるか?……彼はこう言ったのさ。『通りを歩く美人を目にして考えることは2つ。1つは、〈彼女をデートに誘いたい。好感の持てる彼女と会話し、優しく接したい〉。もう1つは、〈この女の頭部を串刺しにしたらどう映るだろうか?〉』だ」。
だが、実際にこれを言ったのは、殺人犯、エドモント・ケンパーであり、エド・ゲインはこのようなことは言っていない。
2012年、ドイツの映画監督、ヨルク・ブットゲライトは、ドルトモント劇場にて、『カニバール・オント・リーベ』（Kannibale und Liebe、『食人と愛』）と題した、ゲインの事件について描いた舞台劇の脚本を書き、その監督を務めた。ゲインを演じたのはウヴェ・ロウベック（Uwe Rohbeck）であった。
当時、ゲインの犯行に関するニュース報道は「Geiners」と呼ばれる「ブラック・ユーモア」の下位様式が発生する要因になった。
1950年代以降、ゲインは超越芸術（Transgressive Art）や「ショック・ロック」で頻繁に名前を不当に利用されてきたが、彼の名の衝撃度以上に、それらの多くは彼の生涯や犯行とはほとんど関係が無い（「Ed Gein」というバンドもあった）。
スレイヤーのアルバム『シーズンズ・イン・ジ・アビス』に収録されている「Dead Skin Mask」（1990年）、マッドヴェインのアルバム『L.D. 50』に収録されている「Nothing to Gein」（2001年）、ズィゲンズ（The Ziggens）のアルバム『Rusty Never Sleeps』に収録されている「Ed Gein」（1992年）といった楽曲は、いずれもエド・ゲインを題材にしている。スレイヤーの曲目は、少女がゲインに対して、自分を解放して欲しい、と懇願する内容が特徴的であるが、ゲインは人を捕虜にするようなことはしなかった。彼が殺したのは2人の中年女性だけである。
マリリン・マンソンの元ベース奏者、ブラッドリー・マーク・"ブラッド"・スチュアート（Bradley Mark "Brad" Stewart）の舞台名は「ギジェット・ゲイン」（Gidget Gein）であり、エド・ゲインの名から取った。

## 参考
1. 1 2 3 4 5 6 7 8 9 10 11 12 13 14 15 16 17 18 19 20 21 22  “Edward Theodore Gein, American Psycho” (PDF). radford.edu.   Department of Psychology, Radford University. 2018年6月3日時点のオリジナルよりアーカイブ。2018年8月22日閲覧。
2. 1 2  “Psychological Analysis of Ed Gein”. UKEssays.com. 2023年11月3日閲覧。
3. 1 2  Vital Records, Pre-1907 Wisconsin. "Birth Index Record: Gien, Edward".
4. 1 2 3 4  “Ed Gein Found Guilty of 1957 Murder in Plainfield”. The Capital Times (Madison, Wisconsin):  p. 2, col. 4. (1958年11月14日). "Ed Gein, the handyman whose home became known as a "house of horrors" 11 years ago, was found guilty today of first degree murder.（「11年前に「戦慄の館」の主人として知られるようになり、よろず屋であったエド・ゲインは、本日、第一級殺人の罪で『有罪』を宣告された」）"
5. 1 2 3 4 5 6  Maçek III, J.C. (2013年2月4日). “No Texas, No Chainsaw, No Massacre: The True Links in the Chain”. PopMatters. 2013年2月8日時点のオリジナルよりアーカイブ。2016年10月30日閲覧。
6. 1 2  Harold Schechter (2010). Deviant. Simon & Schuster. p. 50. ISBN 978-1-4391-0697-6
7. ↑  Schechter 1989, p. 59.
8. ↑  Schechter 1989, p. 54.
9. ↑  “Augusta Wilhelmina Lehrke - 21 July 1877–29 December 1945 (Age 68)”. ancestors.familysearch.org. 2022年12月23日閲覧。
10. 1 2 3 4 5 6 7 8 9 10 11 12  Candace Sutton (2020年10月25日). “Who was the mother of the most depraved serial killer of all time?”.  The New Zealand Herald. 2022年12月24日時点のオリジナルよりアーカイブ。2022年12月24日閲覧。
11. 1 2 3 4 5 6 7 8  Denise Noe (2007年4月27日). “Augusta Gein, the woman who drove a man Psycho”. Men's News Daily. 2007年4月30日時点のオリジナルよりアーカイブ。2021年3月25日閲覧。
12. 1 2 3 4 5 6  Alex Flaster (producer) (2004). Biography: Ed Gein. Los Angeles, California: A&E Television Networks.
13. 1 2  Williams, Anne; Head, Vivian; Williams, Amy (2007). Fiendish Killers: Perpetrators Of The Worst Possible Evil. London, England: Futura Publishing. ISBN 978-0708807255
14. ↑  Rachael Bell, Marilyn Bardsley. “Eddie Gein - The Beginning”. Crime Library（英語版）. 2008年5月30日時点のオリジナルよりアーカイブ。2023年10月26日閲覧。
15. 1 2  Gollmar 1981, p. 85.
16. 1 2  “Rites Today For Man Who Died in Roche-a-Cri Fire”. Wisconsin Rapids Daily Tribune (Wisconsin Rapids, Wisconsin: Thomsen Newspapers, Inc.):  p. 1. (1944年5月19日)
17. 1 2 3 4 5 6  Schechter 1989, p. 30.
18. 1 2 3 4 5 6  Schechter 1989, p. 31.
19. 1 2 3  Rachael Bell, Marilyn Bardsley. “Eddie Gein - Henry”. Crime Library（英語版）. 2008年5月30日時点のオリジナルよりアーカイブ。2021年3月27日閲覧。
20. ↑  Gollmar 1981, p. 86.
21. ↑  Gollmar 1981, p. 8.
22. ↑  Gollmar 1981, p. 9.
23. ↑  Mark, Timothy (2015). The "Ed Gein" Story. Lulu. p. 22. ISBN 9781312995697. "Click on >> to expand page"
24. ↑  “Bernice Conover Worden”. Find a Grave. 2023年10月23日閲覧。
25. ↑  “PFC Frank Ernest Worden”. Find a Grave. 2023年10月23日閲覧。
26. 1 2 3  “Widow, 58, Found Slain in Wisconsin”. Star Tribune. p. 1 (1957年11月17日). 2017年3月3日時点のオリジナルよりアーカイブ。2017年3月3日閲覧。
27. ↑  “Signs of 10 Victims at Farm”. Stevens Point Daily Journal. p. 1, cols. 7–8 (1957年11月18日). 2022年12月23日閲覧。
28. ↑  “Gein Admits Killing Woman, Kileen Reveals”. The Oshkosh Northwestern. p. 1 (1957年11月18日). 2017年3月4日時点のオリジナルよりアーカイブ。2017年3月3日閲覧。
29. 1 2 3 4 5  Rachael Bell, Marilyn Bardsley. “Eddie Gein - Ed Gein: The Inspiration for Buffalo Bill and Psycho”. Crime Library（英語版）. 2008年5月29日時点のオリジナルよりアーカイブ。2023年10月26日閲覧。
30. ↑  Douglas, John E.; Olshaker, Mark (1998). Obsession: The FBI's Legendary Profiler Probes the Psyches of Killers, Rapists, and Stalkers and Their Victims and Tells How to Fight Back. New York City: Simon & Schuster. pp. 367–368. ISBN 0-671-01704-7
31. ↑  Stone, Michael H.; Brucato, Gary (2019). The New Evil: Understanding the Emergence of Modern Violent Crime. Amherst, New York: Prometheus Books. p. 8. ISBN 978-1633885325
32. ↑  “Ed Gein case file”. 2012年5月14日時点のオリジナルよりアーカイブ。2021年3月25日閲覧。
33. 1 2 3 4 5  Katherine Ramsland. “Necrophiles - A True Necrophile”. Crime Library（英語版）. 2013年12月3日時点のオリジナルよりアーカイブ。2023年10月26日閲覧。
34. ↑  Gollmar 1981, p. 192, "Judge Gollmar relied on the detailed report of state crime lab investigator Allan Wilimovsky who searched the Gein house, inventoried the evidence and interviewed Edward Gein. Gollmar also quotes other contemporary investigators, including Captain Lloyd Schoesphoester (Green Lake Sheriff's Dept.) who assisted the investigation of the Worden murder and search of Gein's home."（「ガーマー判事は、ゲインの家を捜索し、証拠を調査し、エドワード・ゲインと面談した州立犯罪研究所の調査官、アラン・ウィリモフスキーの詳細な報告を信用した。また、ウォーデン殺人事件の捜査とゲインの自宅の家宅捜索を支援した、グリーン・レイク保安局のロイド・ショースフォスター警部を含む当時の捜査官の言葉を引用している」）.
35. 1 2 3 4  Gollmar 1981, p. 44.
36. 1 2 3 4  Gollmar 1981, p. 20.
37. 1 2 3  Gollmar 1981, p. 22.
38. 1 2  Gollmar 1981, p. 18.
39. ↑  Gollmar 1981, p. 17.
40. ↑  Gollmar 1981, p. 25.
41. ↑  Schechter 1989, p. 92.
42. ↑  Gollmar 1981, p. 24.
43. ↑  Gollmar 1981, p. 87.
44. ↑  Gollmar 1981, p. 46.
45. 1 2  Gollmar 1981, p. 48.
46. ↑  Schechter 1989, p. 97.
47. ↑  “Gein Also Admits He Killed Mary Hogan; Results of Lie Tests Announced”. Stevens Point Daily Journal:  p. 13. (1957年11月20日)
48. ↑  Schechter 1989.
49. 1 2  “Augusta Gein, The Hanneman Archive”. hannemanarchive.com. 2018年8月22日時点のオリジナルよりアーカイブ。2018年8月22日閲覧。
50. ↑  “Prescott Evening Courier - Google News Archive Search”. news.google.com. 2017年10月16日閲覧。
51. ↑  Gollmar 1981, p. 49.
52. ↑  Gollmar 1981, p. 50.
53. ↑  “Empty Coffins Discovered in Graves at Plainfield; Appears To Back Up Gein's Story”. Stevens Point Daily Journal:  p. 1. (1957年11月25日)
54. ↑  “DA Convinced Gein Actually Raided Graves”. Stevens Point Daily Journal:  p. 1. (1957年11月26日)
55. 1 2  Katherine Ramsland. “The Ultimate Ghoul”. Crime Library（英語版）. 2008年5月26日時点のオリジナルよりアーカイブ。2021年3月25日閲覧。
56. 1 2  Rachael Bell, Marilyn Bardsley. “Eddie Gein - Seriously Weird”. Crime Library（英語版）. 2008年5月30日時点のオリジナルよりアーカイブ。2023年10月26日閲覧。
57. ↑  Gollmar 1981.
58. ↑  Rachael Bell, Marilyn Bardsley. “Eddie Gein - Skeletons in the Closet”. Crime Library（英語版）. 2008年5月30日時点のオリジナルよりアーカイブ。2023年10月26日閲覧。
59. ↑  “Youth Tells of Seeing Gein's Heads”. Stevens Point Daily Journal:  p. 1, col. 6. (1957年11月20日)
60. ↑  Schechter 1989, p. 128.
61. ↑  Schechter 1989, p. 95.
62. ↑  Schechter 1989, p. 100.
63. ↑  Schechter 1989, p. 105.
64. ↑  Schechter 1989, p. 177.
65. ↑  Gollmar 1981, p. 31.
66. ↑  Gollmar 1981, p. 32.
67. ↑  Gollmar 1981, p. 33.
68. 1 2  Gollmar 1981, p. 34.
69. ↑  “Gein Pleads Innocent By Reason of Insanity”. Stevens Point Daily Journal. (1957年11月21日). p. 1, cols. 7–8
70. ↑  Martindale, Moira (1993). Cannibal Killers. New York City: St. Martin's Press. ISBN 9780312956042
71. ↑  Gollmar 1981, p. 95.
72. ↑  “Ed Gein Will Be in Court”. Oshkosh Daily Northwestern (Oshkosh, Wisconsin):  p. 4, col. 6. (1968年11月6日)
73. ↑  “Gein Trial Under Way”. Oshkosh Daily Northwestern:  p. 1. (1968年11月7日). "Circuit Judge Robert Gollmar of Baraboo ruled today that the murder trial of Ed Gein of Plainfield will be heard without a jury. ... The first trial witness called by the prosecution this morning was Leon Murty of Wild Rose.（「バラブーの巡回裁判官、ロバート・ガーマーは、本日、プレインフィールドのエド・ゲインの殺人裁判は陪審員無しで審理される、と裁定した。・・・今朝、検察が呼び出した一次裁判の証人は、ワイルド・ローズのレオン・マーティであった」）"
74. ↑  “Ed Gein Trial Opens Thursday in Wautoma”. The Daily Telegram (Eau Claire, Wisconsin):  p. 8B. (1968年11月5日). "Ed Gein, charged in the murder and robbery of a Plainfield widow nearly 11 years ago this November, goes to trial Thursday.（「11年近く前、プレインフィールドに住む未亡人の殺害と強盗で起訴されたエド・ゲインは、本日木曜日、裁判にかけられる」）"
75. ↑  “Gein Trial Set Nov. 7”. Wisconsin State Journal (Madison, Wisconsin):  p. 7. (1968年10月20日). "The murder trial of Edward Gein, 62, charged in the 1957 slaying of a Plainfield woman, will begin Nov. 7 before Judge Robert Gollmar.（「1957年にプレインフィールドに住む女性を殺害したとして起訴されたエドワード・ゲイン（62歳）の裁判は、ロバート・ガーマー判事のもと、11月7日に始まる」）"
76. 1 2  Schechter 1989, p. 227.
77. ↑  “Psychiatrist Tells Gein Account of Worden Death”. Oshkosh Daily Northwestern:  p. 1. (1968年11月12日)
78. ↑  “Gein Takes Stand, Remembers Little”. The Daily Telegram (Eau Claire, Wisconsin):  p. 1. (1968年11月13日)
79. ↑  Gollmar 1981, p. 172.
80. ↑  “Wisconsin Killer Gein Ruled Guilty, Insane”. Chicago Tribune. (1968年11月15日). "Ed Gein, 62, the recluse who horrified the nation in 1957 when the remains of 11 bodies were found on his farm, was ruled today to have been insane when he killed a Plainfield, Wis., woman.（「1957年、自身の農場で11体の遺体が発見されたことでアメリカを恐怖に陥れた隠遁生活者、エド・ゲイン（62）は、ウィスコンシン州プレインフィールドにいたある女性を殺した。本日、彼は「正気を失っている」と裁定された」）"
81. ↑  Gollmar 1981, p. 81.
82. 1 2  “Trash Embers Sparked Gein Fire, Theory”. La Crosse Tribune:  p. 16. (1958年3月21日) 2019年2月21日閲覧。
83. ↑  Gollmar, Edward Gein, 1989, p. 80.
84. ↑  Gordon Kerr (2009) "Ed Gein" in Gordon Kerr (ed.) Evil Psychopaths. London: Futura, pp. 190-198.
85. ↑  Woods, Paul Anthony; Morris, Errol (October 15, 1995). Ed Gein–Psycho!. New York City: St. Martin's Press. p. 90. ISBN 9780312130572
86. ↑  Rachael Bell, Marilyn Bardsley. “Eddie Gein - A Sexual Psychopath”. Crime Library（英語版）. 2008年5月30日時点のオリジナルよりアーカイブ。2023年10月26日閲覧。
87. ↑  Hintz, Martin (2007). Got Murder?: Shocking True Stories of Wisconsins Notorious Killers. Boulder, Colorado: Big Earth Publishing. p. 62. ISBN 978-1-931599-96-2
88. ↑  Reavill, Gil (2007). Aftermath, Inc.: Cleaning Up After CSI Goes Home. Hollywood, California: Gotham. p. 228. ISBN 978-1-59240-296-0
89. ↑  Rachael Bell, Marilyn Bardsley. “Eddie Gein - Perfect Prisoner”. Crime Library（英語版）. 2008年5月30日時点のオリジナルよりアーカイブ。2023年10月26日閲覧。
90. ↑  Bie, Michael (2007). It Happened in Wisconsin. Guilford, Connecticut: TwoDot. p. 97. ISBN 978-0-7627-4153-3. OCLC 76820808
91. ↑  Eidell, Lynsey (2015年10月7日). “All the Real-Life Scary Stories Told on American Horror Story”.  New York City:  Condé Nast. 2016年10月21日時点のオリジナルよりアーカイブ。2016年10月30日閲覧。
92. ↑  “BAD VIBES -TOBE HOOPER (1)”. THE FLASHBACK FILES. 2022年10月12日時点のオリジナルよりアーカイブ。2023年10月26日閲覧。
93. ↑  Singer, Mark (1989年2月6日). “Predilections”.  New York City:  Condé Nast. 2014年12月11日時点のオリジナルよりアーカイブ。2021年3月25日閲覧。
94. ↑  Schram, Jamie (2016年2月10日). “Serial Killer quoted in American Psycho doesn't want to leave jail”. The New York Post (New York City: News Corp) 2019年10月3日閲覧。
95. ↑  Hohmann, Arnold (2012年10月23日). “Kannibale, Liebe und der ganz authentische Horror im Theater Dortmund” (ドイツ語). Derwesten. 2018年7月13日時点のオリジナルよりアーカイブ。2019年3月8日閲覧。
96. ↑  Gollmar, Robert H.; Arndt, George W. (1989). “Appendix A: Gein Humor”. Edward Gein: America's Most Bizarre Serial Killer (3rd ed.). New York City: Pinnacle Books. ISBN 978-1558171879
97. ↑  Arndt, George W.. Horror, Humor and Human Nature: Community Reactions to a Horrifying Event. Topeka, Kansas: Menninger School of Psychiatry
98. ↑  Gil Kaufman (2008年10月13日). “Former Marilyn Manson Bassist Gidget Gein Dead At 39”. MTV. 2011年4月30日時点のオリジナルよりアーカイブ。2023年9月27日閲覧。

## 資料
- Obsessive Love for His Mother Drove Gein to Slay, Rob Graves – Milwaukee Journal; November 21, 1957
- Obituary of Judge Robert H. Gollmar, New York Times, October 22, 1987
- LIFE Magazine Dec. 2, 1957
- "A Productive Palimpsest: Ed Gein's Textuality of Terror" academic essay by Lee A. Carleton, PhD